# Robert Troy

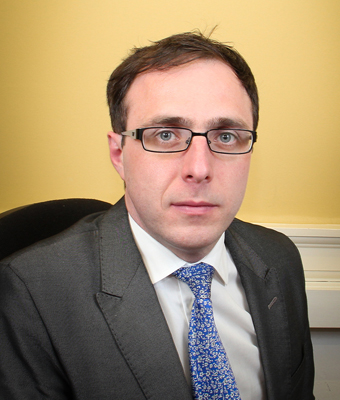
Robert Troy (2016)

Robert Troy (* 1982 in Ballynacargy, County Westmeath) ist ein irischer Politiker (Fianna Fáil) und seit 2011 Abgeordneter im Dáil Éireann, dem Unterhaus des irischen Parlaments.
Troy wurde 1982 als jüngstes von zwölf Kindern geboren. Er besuchte die Emper National school und danach das St. Finian’s College. Im Anschluss ging er nach Dublin, um dort zu arbeiten. Fünf Jahre später kehrte er zurück, um Postmeister des Ballynacargy Post Office zu werden. Bei den Kommunalwahlen 2004 wurde Troy in das Westmeath County Council gewählt und wurde damit dessen jüngstes Mitglied. Im Juni 2009 erfolgte seine Wiederwahl.
Bei den Wahlen zum 31. Dáil Éireann trat Troy im Februar 2011 für die Fianna Fáil im Wahlkreis Longford-Westmeath an. Obgleich seine Partei bei diesen Wahlen starke Verluste hinnehmen musste, gelang es ihm gewählt zu werden. Troy schied damit aus dem Westmeath County Council aus.
Vom 15. Juli 2020 bis 24. August 2022 war er in der Regierung Martin I Staatsminister für Wirtschaftsförderung im Wirtschaftsministerium. Als bekannt wurde, dass er Einzelheiten über seine Vermögensverhältnisse verschwiegen hatte, trat er zurück. In der Regierung Martin II wurde er am 29. Januar 2025 zum Staatsminister für Finanzdienstleistungen, Kreditgenossenschaften und das Versicherungswesen ernannt.